# Mystaria unicolor
Mystaria unicolor là một loài nhện trong họ Thomisidae.
Loài này thuộc chi Mystaria. Mystaria unicolor được Eugène Simon miêu tả năm 1895.